# Moetso
Moetso (Georgisch: მუცო) is een dorp in het noorden van Georgië met 15 inwoners (2014) en ligt in de gemeente Doesjeti van de regio Mtscheta-Mtianeti. Het dorp was net als het nabijgelegen Sjatili een versterkte nederzetting en ligt in de historische regio Chevsoeretië op vier kilometer van de grens met de Russische deelrepubliek Tsjetsjenië en ruim honderd kilometer ten noorden van Tbilisi.

## Locatie
Moetso ligt diep in de Grote Kaukasus op 1670 meter boven zeeniveau in de Ardotivallei en aan de noordzijde van de waterscheiding van het gebergte in het Europese deel van Georgië. Het hedendaags bewoonde dorp ligt aan de Andakistskali, een rechterzijrivier van de Argoen, onder de oorspronkelijke burcht die onbewoond is.

## Fortificatie
De gefortificeerde nederzetting is van drie kanten onbereikbaar terwijl het vanuit het noorden lastig toegankelijk is. Aan deze kant wordt de nederzetting beschermd door de Thorgai-toren. Het bovenste van drie terrassen waarop de veste staat is de oudste. Het middelste terras wordt ingenomen door woongebouwen van veelal vier verdiepingen die naast elkaar gelegen zijn. Hun buitenmuren vormen een geschutsmuur. Op het laagste terras is de dorpsbegraafplaats. Daar bevinden zich ook kapellen. De gebouwen zijn allen gemaakt van leisteen.

## Geschiedenis

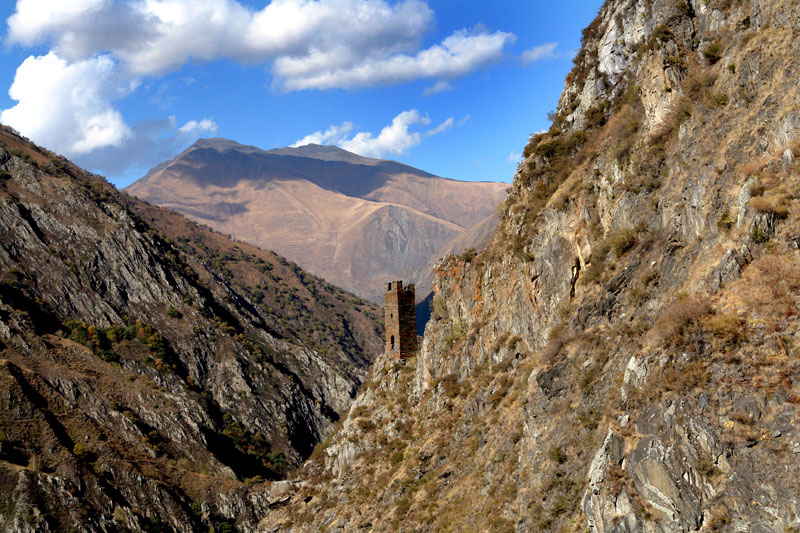
Moetsotoren

Moetso is sinds de 10e eeuw een bewoonde plaats, en is daarmee de oudste nederzetting van Chevsoeretië. Het is gebouwd op drie terrassen die in de bergwand uitgehouwen zijn, en was op deze wijze een fortificatie- en verdedigingssysteem met een schildwacht functie die de weg uit het noorden naar Georgië verdedigde.
In 1769 werd het dorp afgebrand en vernietigd, maar werd het toch weer opgeknapt en bewoond. In 1820 vielen plunderaars van Sjamil het dorp binnen waardoor het leven in het dorp weer gereduceerd werd. In 1847 werden Moetso en andere dorpen in de vallei door Sjamil gechanteerd met dwangsommen onder dreiging vernietigd te worden. Hierop stuurde Zisserman, gezant voor de gebieden Chevsoeretië, Psjavi en Toesjeti van de Russische onderkoning voor de Kaukasus, Michail Vorontsov, troepen bestaande uit 300 Georgiërs en Psjavi's. Volgens de verslagen van Zisserman, die in 1848 Moetso bezocht, woonden er toen enkele Kist families (Georgische Tsjetsjenen) in het dorp.

### Verval
Het moeilijke klimaat met zware winters, het gebrek aan bouwland, de slechte infrastructuur en watertekorten, maar ook actief hervestigingsbeleid van het tsaristische- en Sovjetbewind uit de bergregio's naar de laaglanden, leidden halverwege de 20e eeuw tot de ontvolking van het dorp waardoor het verder in verval raakte. Het dorp werd in 2006 door president Micheil Saakasjvili tot cultureel erfgoed van nationaal belang bestempeld. Buiten het gefortificeerde dorp zijn er nog een tiental individuele nationale monumenten.

## Renovatie
In 2014 werd een project gestart door het 'Nationaal agentschap tot behoud van cultureel erfgoed' om de nederzetting te renoveren, met steun van de Georgische regering. Particuliere financiering werd verleend door met name de Cartu-stichting, de filantropische stichting van oligarch Bidzina Ivanisjvili, oprichter van de regeringspartij Georgische Droom. Het project werd in 2019 beloond met de Europa Nostra Award, waarbij de jury opmerkte dat "dit project zich richt op de ontvolking van berggemeenschappen, een uitdaging die zich in heel Europa voordoet. De restauratie van dit erfgoed heeft de lokale gemeenschap bewust gemaakt van hun immaterieel erfgoed en de geschiedenis van de bevolking van de Kaukasus, wat op zijn beurt hun hernieuwde betrokkenheid bij dit erfgoed aanmoedigt. De voortzetting van het traditionele vakmanschap heeft prioriteit gekregen, waardoor het toekomstige onderhoud ervan verzekerd is. Het overwinnen van vele uitdagingen voor de rehabilitatie, waaronder het moeilijke terrein en het gebrek aan infrastructuur, is prijzenswaardig."

## Demografie
Volgens de volkstelling van 2014 had Moetso 15 inwoners. Het dorp was toen geheel etnisch Georgisch bevolkt.
| Aantal                                                       | 91 |  | 49 | 15 |
| Verantwoording data: 1911, 1923, volkstellingen 2002 en 2014 |    |  |    |    |

## Vervoer

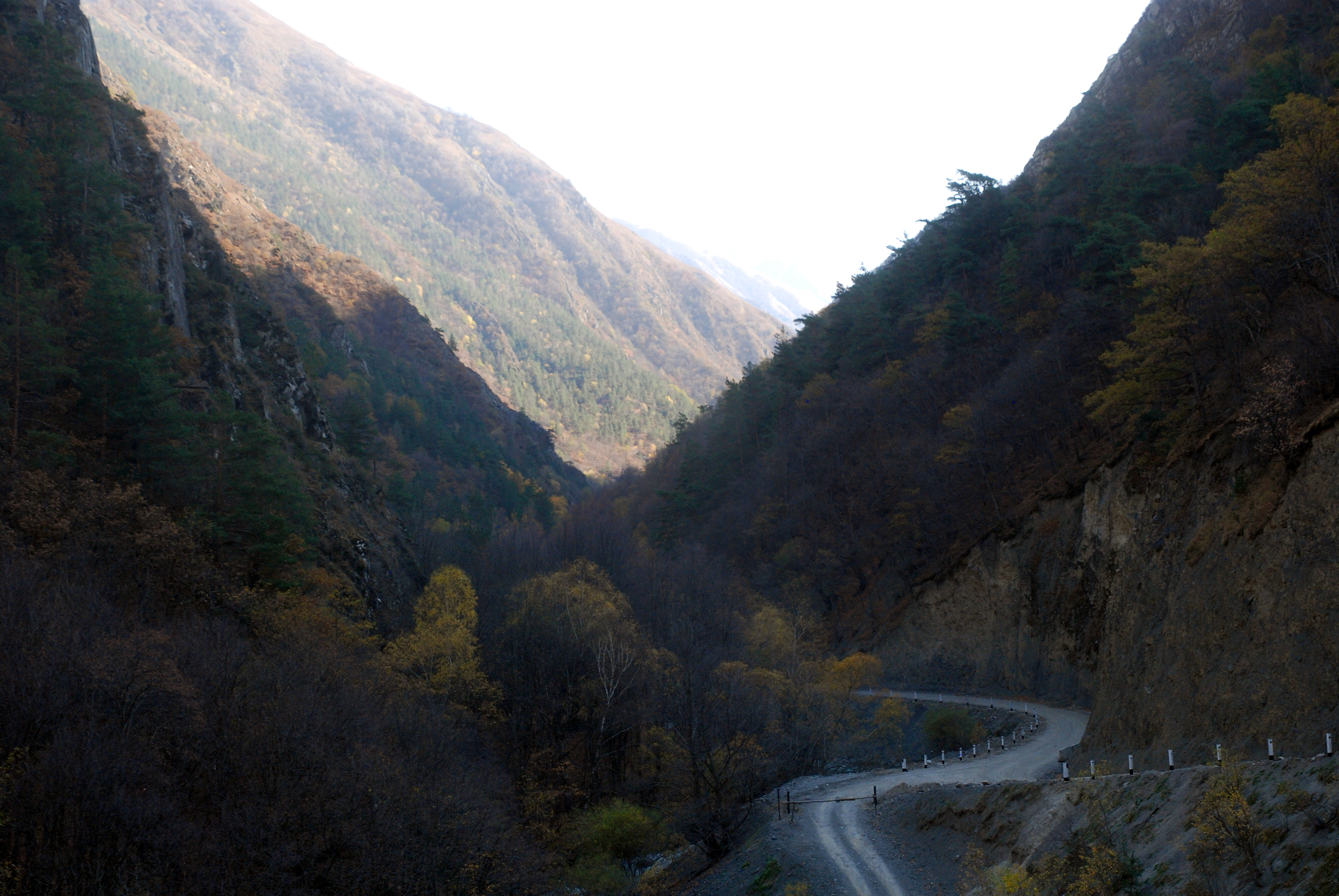
Weg van Sjatili naar Moetso

Moetso is bereikbaar via de nationale route Sh26 (Zjinvali - Sjatili - Moetso) die over de 2677 meter hoge Datvisdzjvaripas gaat, de waterscheiding van de Grote Kaukasus, een rit van 106 kilometer door bergachtig terrein.